# Brewham
Brewham est une paroisse civile située dans le Somerset en Angleterre. Elle est constituée de deux villages,  North Brewham et South Brewham, qui sont respectivement au nord et au sud du fleuve Brue.
La population était de 441 habitants en 2011.
On y trouve notamment une église du XIIIe siècle, l'Église Saint-Jean-Baptiste de Brewham (en).